# Лысый, Корнелиу
Корнелиу Лысый (рум. Corneliu Lîsîi, род. 9 марта 1997 в с. Скумпия, Фалешсткий район, Республика Молдова) — профессиональный спортсмен, мастер спорта по кикбоксингу, чемпион кубка Европы 2022, вице-чемпион кубка мира 2017 и призёр в 2021, чемпион Украины в 2017 и не однократный чемпион Молдовы.

## Биография
Корнелиу Лысый (так же называемый как Корнел), родился 9 марта 1997 года. Начал заниматься кикбоксингом под началом тренеров Бутнать Дмитрия и Бутнарь Романа, в возрасте 13 лет, в клубе No Stress, г. Фалешты, где и продолжал тренироваться до 18 лет. Спустя месяц с начала тренировок выиграл свои первые соревнования.
После переезда в Кишинёв, перешёл в Coultuc GYM, где тренером ему послужил Коултук Пётр. В Coultuc GYM занимался до 22 лет уже начиная совмещать с занятиями в MS GYM, где и продолжает заниматься до сих пор. До начала своей профессиональной карьеры и некоторое время после, выступал на множестве любительских соревнованиях, в том числе занимая призовые места. Всего в любительской карьере Корнелла было проведено около 88 боёв.

## Спортивные результаты
| Год  | Чемпионат                                         | Город/Страна                  | Место |
| ---- | ------------------------------------------------- | ----------------------------- | ----- |
| 2023 | Gold Division Tournament                          | Пашкани, Румыния              | 1     |
| 2022 | Wako Moldavian Kickboxing Championship            | Кишинев, Республика Молдова   | 1     |
| 2022 | Wako Kickboxing European Cup                      | Карловац, Хорватия            | 1     |
| 2022 | Wako Moldavian Kickboxing Championship            | Кишинев, Республика Молдова   | 1     |
| 2021 | Wako Kickboxing World Сup                         | Будапешт, Венгрия             | 3     |
| 2021 | Wako Kickboxing European Cup                      | Карловац, Хорватия            | 3     |
| 2021 | Wako Moldavian Kickboxing Championship            | Кишинев, Республика Молдова   | 1     |
| 2020 | IFMA Muay Thai Moldavian Championship             | Кишинев, Республика Молдова   | 2     |
| 2018 | Moldavian kickboxing Championship WAK-1F          | Кишинев, Республика Молдова   | 1     |
| 2018 | Wako Moldavian Kickboxing Championship            | Кишинев, Республика Молдова   | 1     |
| 2018 | Wako Kickboxing Balcan International Championship | Тирасполь, Республика Молдова | 2     |
| 2018 | IFMA Muay Thai Moldavian Championship             | Кишинев, Республика Молдова   | 1     |
| 2017 | IFMA Muay Thai Moldavian Championship             | Кишинев, Республика Молдова   | 1     |
| 2017 | Wako Kickboxing Ukrainian Championship            | Ровно, Украина                | 1     |
| 2017 | Wako Kickboxing World Сup                         | Будапешт, Венгрия             | 2     |
| 2017 | Wako Kickboxing Balcan International Championship | Тирасполь, Республика Молдова | 2     |
| 2017 | Wako Moldavian Kickboxing Championship            | Кишинев, Республика Молдова   | 1     |
| 2016 | Wako Moldavian Kickboxing Championship            | Кишинев, Республика Молдова   | 1     |

## Профессиональная карьера
Началась профессиональная карьера не самым лучшим образом. Свой первый контракт он подписал с промоушеном FEA Championship, но дебютный бой провел в рамках промоушена KOK (King Of Kings), в лёгкой весовой категории (71 кг), но проиграл раздельным решением судей. После дебютного поединка получил травму миниска и передней крестообразной связки во время тренировки, из-за чего 8 месяцев не выступал в профессиональном спорте. После травмы вернулся к тренировкам спустя 4 месяца и ещё через 2 месяца начал подготовку к Чемпионату иира. После восстановления и выступления на Чемпионате Мира, Корнелиу начал выступать в промежуточном весе. Второй бой провел в весе 73,5, и с третьего по девятый, выступал в весе 75 кг. После чего было принято решение перейти в новую весовую категорию, из-за желания получить Чемпионский Титул в весе 77 кг. Свой четвёртый бой в профессиональной карьере провел против опытного бойца Юсуфа Мамедова, где проиграл спорным решением судей. Было недовольство фанатов к решению судей. Фанаты поддержали Корнелла в социальных сетях и открыта заявляли что его засудили в том бою против Мамедова На данный момент у Корнелиу 10 проведенных боев в рамках профессионального спорта, 6 из которых побед. Так же стоит отметить, что все свои бои в рамках профессионального спорта проводил против более опытных бойцов. По сей день он выступает на различных чемпионатах по кикбоксингу. Не считая промоушена с которым подписан контракт(FEA Championship), Корнелиу так же выступает в таких промоушенах как KOK(King Of Kings), SENSHI и GARUDA Absolute Leadership.